# Kamienica Pod Złotym Koszykiem we Wrocławiu
Kamienica Pod Złotym Koszykiem – zabytkowa, narożna kamienica znajdująca się przy placu biskupa Nankiera 7 we Wrocławiu.

## Historia i opis architektoniczny
Pierwszy budynek na parceli został wzniesiony w XVI wieku; w obecnej formie w XVIII wieku. Do XIX wieku kamienica była czterokondygnacyjnym budynkiem, sześcioosiowym od strony zarówno pl. Nankiera, jak i od strony ulicy Jodłowej, przy czym od strony ul. Jodłowej jej oś narożna jest ślepa. Była kamienicą jednotraktową z przelotową sienią.  W pierwszej połowie XIX wieku, ok. 1862 roku za sprawą inwestora P. Wolffa budynek został podniesiony o jedną kondygnację i pokryty dwukondygnacyjnym dachem mansardowym z małymi trzyczęściowymi oknami loftowymi. W 1867 roku wstawiono witryny na parterze a w 1933 roku przebudowano wnętrza budynku.     
W kamienicy znajdował się Zakład Utensyliów Liturgicznych Franza Fenglera, (w 1897 przeniesiony do kamienicy nr 6), w którym sprzedawano paramenty liturgiczne, handlowano odzieżą dla księży i środkami czystości używanymi do paramentów liturgicznych. W 1909 znajdował się tu sklep papierniczy Ottona Meissnera.

## Po 1945 roku
W latach 1972–1973 kamienica została wyremontowana. Nad wejściem od strony placu znajduje się godło domu, wiklinowy koszyk. W styczniu 2022 w budynku otworzono Konsulat Generalny Ukrainy.